# میکه‌لیانین
میکه‌لیانین (به انگلیسی: Miquelianin) یک ترکیب شیمیایی با شناسه پاب‌کم ۵۲۷۴۵۸۵ است. 